# Elżbieta Luksemburska (1390–1451)
Elżbieta zgorzelecka fr. Élisabeth de Goerlitz (ur. październik 1390 w Hořovicach, zm. 3 sierpnia 1451 w Trewirze) – księżniczka zgorzelecka, suo iure księżna Luksemburga w latach 1411–1443, jedyna córka Jana zgorzeleckiego i Richardy meklemburskiej. Ostatnia przedstawicielka dynastii Luksemburgów.

## Życiorys
Urodziła się w 1390. Była jedyną córką Jana z dynastii Luksemburgów, księcia Zgorzelca i jego żony Richardy, królewny szwedzkiej (córki Albrechta II). Nie miała rodzeństwa. Ze strony ojca była wnuczką cesarza Karola IV Luksemburczyka i Elżbiety pomorskiej. 
W 1411 po śmierci Jodoka z Moraw decyzją swego stryja Zygmunta Luksemburskiego została księżną Luksemburga. 
W 1397, rok po śmierci swego ojca, została zaręczona z Fryderykiem, dziedzicem landgrafa Turyngii Baltazara. Małżeństwo nie doszło do skutku. 16 lipca 1409 poślubiła Antoniego I, księcia brabanckiego. Z tego małżeństwa pochodziło dwoje dzieci – syn Wilhelm (ur. 2 czerwca 1410, zm. 10 lipca 1410) i nieznana z imienia córka (ur. i zm. 1412). Owdowiała w 1415, gdyż Antoni zginął w bitwie pod Azincourt.
W marcu 1416 król Polski Władysław II Jagiełło został wdowcem. Król wysłał swoich przedstawicieli (Piotr Niedźwiedzki, Janusz z Tuliszkowa, Zawisza Czarny z Garbowa) do Brabancji, aby złożyli propozycję małżeństwa Elżbiecie. Ślub z praprawnuczką Kazimierza III Wielkiego wzmocniłby pozycję Jagiełły na tronie polskim, ponadto księżna jako bliska krewna króla Zygmunta wpłynęłaby pozytywnie na współpracę Polski z dynastią Luksemburgów. Elżbieta stanowczo odmówiła poślubienia polskiego króla. Odpowiedź swoją motywowała "niechęcią do dalszych ślubów".
Mimo deklaracji złożonej polskiemu poselstwu już rok później wzięła ślub z Janem III, księciem bawarskim. 5 stycznia 1424 r. owdowiała po raz drugi.
W 1443 sprzedała Luksemburg Filipowi III Burgundzkiemu, co wywołało protest Luksemburgów.